# Horácko – ekologický mikroregion
Sdružení obcí Horácko – ekologický region sdružuje 32 obcí ve východní části okresu Třebíč a 2 obce na jihu okresu Žďár nad Sázavou. Nachází se v národopisné oblasti Podhorácko mezi městy Třebíč, Náměšť nad Oslavou, Velké Meziříčí, kde se nachází vyšší občanská vybavenost pro obyvatele mikroregionu. V rámci mikroregionu plní funkci místních center též obce Budišov, Vladislav, Tasov či Dalešice.
Projekt vzniku mikroregionu byl vytvořen v Budišově a odsouhlasen ve Vladislavi roku 1999.
Sdružené obce mají několik staletí trvající společnou historii, velká část z nich vstoupila do dějin roku 1104 na Zakládací listině třebíčského kláštera, jemuž byly jako majetek přiděleny.
V mikroregionu leží několik kulturních a přírodních památek a turistických zajímavostí, např. zámek Budišov, rodný dům prezidenta Ludvíka Svobody v Hroznatíně, pivovar v Dalešicích, vodní nádrž Dalešice s lodní dopravou, Demlova vila v Tasově, zříceniny hradů Kozlov, Holoubek nebo Dub a zřícenina větrného mlýna u Budišova, přírodní památky Pazderna, Hluboček nebo Kobylinec, zatopený lom v Kojatíně, rodný dům matky Alfonse Muchy v Kundelově, bývalé železnatosirné lázně Dobrá Voda, rozhledna Ocmanice, Nesměřské údolí, památný obraz ve Vladislavi, zbytky tvrzí v Náramči, Tasově, Hostákově či Pyšele, poutní kostel Panny Marie Na stráži u Pyšela a další.
Důležitým informačním periodikem v oblasti jsou Horácké noviny.
O chod mikroregionu se výrazně zasloužila současná senátorka za Třebíčsko Hana Žáková.
Na rok 2015 bylo plánováno zavedení optické sítě, jež by měla propojit některé obce mikroregionu, vedení mikroregionu čeká na dotační titul. Nicméně v Trnavě již začala obec budovat vlastní optické propojky.

## Obce a jejich části sdružené v mikroregionu
|    | Obec            | Přidružené části      | Status              | Okres            |
| -- | --------------- | --------------------- | ------------------- | ---------------- |
| 1  | Budišov         | Mihoukovice           | městys              | Třebíč           |
| 2  | Číměř           | –                     | obec                | Třebíč           |
| 3  | Dalešice        | –                     | městys              | Třebíč           |
| 4  | Hodov           | –                     | obec                | Třebíč           |
| 5  | Horní Heřmanice | –                     | obec                | Třebíč           |
| 6  | Hroznatín       | –                     | obec                | Třebíč           |
| 7  | Kamenná         | Klementice            | obec                | Třebíč           |
| 8  | Kojatín         | –                     | obec                | Třebíč           |
| 9  | Koněšín         | –                     | obec                | Třebíč           |
| 10 | Kozlany         | –                     | obec                | Třebíč           |
| 11 | Kramolín        | –                     | obec                | Třebíč           |
| 12 | Nárameč         | –                     | obec                | Třebíč           |
| 13 | Nový Telečkov   | –                     | obec                | Třebíč           |
| 14 | Ocmanice        | –                     | obec                | Třebíč           |
| 15 | Okarec          | –                     | obec                | Třebíč           |
| 16 | Oslavička       | –                     | obec                | Žďár nad Sázavou |
| 17 | Pozďatín        | –                     | obec                | Třebíč           |
| 18 | Přeckov         | –                     | obec                | Třebíč           |
| 19 | Pyšel           | Vaneč                 | obec                | Třebíč           |
| 20 | Rohy            | –                     | obec                | Třebíč           |
| 21 | Rudíkov         | –                     | obec                | Třebíč           |
| 22 | Slavičky        | Okrašovice a Pozďátky | obec                | Třebíč           |
| 23 | Smrk            | –                     | obec                | Třebíč           |
| 24 | Stropešín       | –                     | obec                | Třebíč           |
| 25 | Studenec        | –                     | obec                | Třebíč           |
| 26 | Studnice        | –                     | obec                | Třebíč           |
| 27 | Tasov           | –                     | obec, bývalý městys | Žďár nad Sázavou |
| 28 | Trnava          | –                     | obec                | Třebíč           |
| 29 | Třebenice       | Chroustov a Plešice   | obec                | Třebíč           |
| 30 | Třesov          | –                     | obec                | Třebíč           |
| 31 | Valdíkov        | –                     | obec                | Třebíč           |
| 32 | Vladislav       | Hostákov a Střížov    | městys              | Třebíč           |
| 33 | Vlčatín         | –                     | obec                | Třebíč           |
| 34 | Zahrádka        | Častotice             | obec                | Třebíč           |